# يوسف جمال (لاعب كرة قدم)
يوسف جمال كامل لاعب كرة قدم مصري في مركز الهجوم، لعب بالدوري الممتاز بالعديد من الأندية أبرزها الإسماعيلي ووادي دجلة، بالإضافة إلى احترافه بالخارج وانضمامه للمنتخب الوطني والمنتخب العسكري.

## مسيرته الكروية

### بداياته
من مواليد 1 إبريل 1984 بقرية دلاص بمركز ناصر شمال بني سويف، بدأ لعب كرة القدم بالقرية منذ صغره حتى سن 14 سنة، وبعدها تقدم لاختبارات الناشئين بنادي بني سويف، ونجح باقتدار، ليلعب بصفوف الناشئين حتى سن 17 سنة مع مجموعة متميزة من المدربين، وصعد للفريق الأول مع الكابتن محمد شاكر لمباراة واحدة أمام أسمنت السويس بالقسم الثاني، وعاد بعدها لأداء مباراة مع فريق 17 سنة أمام نادي الشمس بقطاعات الجمهورية، وخلال المباراة فوجئ بحكم المباراة الكابتن محمد عبد الكافي من منطقة المنيا يشهر له الكارت الأحمر دون أي مخالفة، فتشابك معه بالأيدي، وتم إيقافة لمدة سنة.

### الإسماعيلي

#### انتقاله
حكاية انضمامه للإسماعيلي كانت غريبة جدًّا؛ حيث تقدم لاختبارات الإسماعيلي قبل نادي بني سويف، ولكن الكابتن علي أبو جريشة والكابتن أبو طالب العيسوي كان ردهما أنه مهاري ولكن جسمه ضعيف، فخاض اختبارات نادي بني سويف.

وجاء الكابتن أبو طالب العيسوي لحضور مباراة بين المنيا وبني سويف بالقسم الثاني للتعاقد مع اللاعبين المميزين بالفريقين، وطالبته الجماهير بالتعاقد مع عادل بدوي نجم بني سويف في ذلك الوقت، وجلس العيسوي مع بدوي، ولكن الصفقة لم تتم بعد أن فوجئ العيسوي بأن بدوي عمره 28 سنة، لأن الإسماعيلى كان يبحث عن لاعبين صغار السن، فما كان من نجم بني سويف إلا أنه قام بترشيحه للانضمام لنادي الإسماعيلي.

كان هناك صعوبات في إتمام صفقة انتقالك للإسماعيلي، فبالطبع كان هناك العديد من الصفقات، فعندما ذهب للكابتن أبو طالب العيسوي بناءً على ترشيح الكابتن عادل بدوي، وعندما شاهده قرر إنهاء الصفقة دون اختبارات، ولكن مسئولي الإسماعيلي كانوا يريدوا إرسال ملابس رياضية وكورة لنادي بني سويف مقابل إنهاء الصفقة، وهذا ما رفضه، ولكن الصفقة انتهت على دفع الإسماعيلي مبلغ 25 ألف جنيه، و20 كورة، وطاقمين من الملابس الرياضية لنادي بني سويف، ولكن كان هناك مشكلة أخرى وهي إيقافهعلى خلفية تشابكه مع الحكم، حيث تمكن الكابتن أبو طالب العيسوي من رفع الإيقاف بعد 6 شهور.

#### مشاركته
انتقل للإسماعيلي في موسم 2003–2004 أي بعد حصوله على بطولة الدوري، وكان يضم بين صفوفه نجوم الكرة المصرية بقيادة الألماني بوكيير، ونزل التدريب مع هؤلاء النجوم لأول مرة، وتألق خلال التريبات وبعد نهاية التدريبات طلب منه بوكيير تجهيز نفسه للمباريات المقبلة، وأثنى على المستوى الذي ظهر عليه، فضحك الكابتن محمود جابر المدرب والمترجم في نفس الوقت، فقال له بوكيير: لماذا تضحك، فرد عليه أنه لاعب مقيد بنادي آخر ولم تنتهي إجراءات ضمه، فتعصب بوكيير مطالبًا بإنهاء الإجراءات في أسرع وقت.

وكانت أول مباراة مع نادي الإسماعيلي بشكل رسمي أمام الزمالك بنهائي جريدة الجمهورية في 2004، وجلس معه بوكيير وشجعه وطالبه بالتألق وأكد له أننى سيلعب أساسي من بداية المباراة، وبالفعل تألق في المباراة وأحرز هدفين، ولكن المباراة انتهت بفوز الزمالك 3–2، وبسؤال المدير الفني بعد المباراة قال أنه بالفعل خسر المباراة ولكنه كسب لاعب اسمه (يوسف جمال).

وبعد هذه المباراة شارك أساسيًّا في جميع المباريات وكان يحرز أهداف كل مباراة، حتى أصيب في مباراة أهلي جدة السعودي بالبطولة العربية 2004 بغضروف الركبة، ولكن بعد تألقه في المباراة، وغاب عن الملاعب لمدة 5 شهور، ولكن من أغرب المواقف بعد هذه المباراة أن النادي السعودي أرسل فاكس للنادي للتعاقد معه بأي ثمن، ولكن الصفقة لم تتم بسبب الإصابة.

وبعد شفائه من الإصابة عاد كما كان وشارك أساسيًّا لمدة 9 سنوات مع الفريق، حيث قضى بالنادي أفضل فترات حياته مع مجموعة كبيرة من المدربين والنجوم مثل حسني عبد ربه، وسامي قمصان، ومحمد صبحي، ومحمد حمص، ومحمد محسن أبو جريشة، حيث كانوا يشجعونه على التألق بصفة مستمرة.

### حرس الحدود
في موسم 2011 أصيب بالرباط الصليبي، ومع انتهاء تعاقده مع الإسماعيلي فضلت إدارة النادي عدم التجديد له، وبعد عودته من الإصابة قرر أن يعود أفضل من الأول، وخلال هذه الفترة كان أبو طالب العيسوي يعمل بالجهاز الفني لحرس الحدود، وطالب التعاقد معه وبالفعل تم الاتفاق على جميع البنود المادية وتوقفت الصفقة على الكشف الطبي؛ حيث فؤجئ بالطبيب يخبره بإصابته بارتخاء بالقدم، وقررت إدارة الحرس التراجع عن التعاقد معه.

### أسوان
تعاقد معه الكابتن محمود جابر الذي كان يدرب أسوان لمدة موسم، وبالفعل تألق مع أسوان وأحرز 23 هدف وصعد بأسوان لدورة الترقي المؤهلة للممتاز.

### وادي دجلة
وبعد انتهاء دورة الترقي تلقى عروضًا من جميع أندية الدوري الممتاز بخلاف الأهلي والزمالك، ففضل عرض وادى دجلة لوجود علاقة وطيدة بمعظم لاعبيه في ذلك الوقت، بالإضافة إلى أنه كان النادي الوحيد الذي يطبق الاحتراف بجميع بنوده، ولعب معه موسم ثم توقف الدوري، ليحترف بعدها بنادي تورنهاوت ببلجيكا لمدة موسم واحد.

### الهلال
عاد لمصر مرة أخرى ووقع لبتروجيت، ولكن جاءه عرض أفضل من نادي الهلال الليبي فقرر خوض تجربة الاحتراف مرة أخرى، حيث نجح مع النادي الليبي وحصل معه على المركز الثالث بالدوري الممتاز.

### بني سويف
وخلال تألقه بليبيا تلقى عروض كثيرة للعودة لمصر كأن أفضلها وادي دجلة، حيث تنازل على مبلغ 150 ألف دولار للعودة لوادي دجلة، وبعد عودته لمصر وتوقيع العقود فوجئ بتراجع وادي دجلة عن التعاقد معه، فقرر عدم لعب كرة القدم.

ولكن طلب منه العديد من محبي نادي بني سويف المساهمة في صعود بني سويف للدوري الممتاز وعلى رأسهم مدير شئون اللاعبين بنادي بني سويف، فلم يتردد لحظة واحدة ووافق على العودة في يناير 2016، ولعب مع الفريق 7 مباريات أحرز خلالهم 10 أهداف، وهذا معدل كبير في ظل عدم خوضه لفترة إعداد مثل باقي اللاعبين، حيث أنه في حالة عودته مع بداية الموسم لصعد الفريق للدورى الممتاز.

### الأسيوطي
رغم تلقيه العديد من العروض، ولكن لم يفكر فيها إلا بعد انتهاء الموسم، احترامًا لنادي بني سويف.

وفي 25 أبريل 2016 انضم لنادي الأسيوطي ولمدة عامين، ولكن في 4 أكتوبر 2016 أجرى عملية الغضروف في الركبة بأحد مستشفيات القاهرة، وغاب عن تدريبات الفريق، ويعود بعد تعافيه للمشاركة مع الفريق.

أصيب مرة أخرى ولكن خلال عمليات الإحماء التي سبقت مباراة طامية بالأسبوع الثامن عشر من مجموعة الصعيد بالقسم الثاني، وفي 25 فبراير 2017 عاد لتدريبات الفريق بعد تعافيه من الإصابة،

وبعد نهاية موسم 2016–2017، وفي 8 مايو 2017 دخل نادي بني سويف في مفاوضات معه لضمه بداية من الموسم المقبل بالقسم الثاني، بعد الإصابة التي حرمته من المشاركة مع الأسيوطي هذا الموسم.

### مع المنتخبات
انضم لصفوف جميع المنتخبات الوطنية، وخاصة المنتخب العسكري، حيث كنت مرافقًا لأبو تريكة بالغرفة في جميع الرحلات، بالإضافة إلى انضمامه للمنتخب الأول.

## روابط خارجية
- Youssef Gamal